# Lewis Davey
Lewis Davey (Lincoln, 24 de octubre de 2000) es un deportista británico que compite en atletismo, especialista en las carreras de velocidad.
Participó en los Juegos Olímpicos de París 2024, obteniendo una medalla de bronce en la prueba de 4 × 400 m. Ganó dos medallas en el Campeonato Mundial de Atletismo de 2023 y una medalla de oro en el Campeonato Europeo de Atletismo de 2022.

## Palmarés internacional
| Juegos Olímpicos   | Juegos Olímpicos   | Juegos Olímpicos  | Juegos Olímpicos |
| Año                | Lugar              | Medalla           | Prueba           |
| ------------------ | ------------------ | ----------------- | ---------------- |
| 2024               | París (Francia)    | Medalla de bronce | 4 × 400 m        |
| Campeonato Mundial |                    |                   |                  |
| Año                | Lugar              | Medalla           | Prueba           |
| 2023               | Budapest (Hungría) | Medalla de plata  | 4 × 400 m mixto  |
| 2023               | Budapest (Hungría) | Medalla de bronce | 4 × 400 m        |
| Campeonato Europeo |                    |                   |                  |
| Año                | Lugar              | Medalla           | Prueba           |
| 2022               | Múnich (Alemania)  | Medalla de oro    | 4 × 400 m        |